# Аллан Вуд
Аллан Вуд (англ. Allan Wood, 16 травня 1943 — 11 жовтня 2022) — австралійський плавець.
Призер Олімпійських Ігор 1964 року, учасник 1960 року.
Переможець Ігор Співдружності 1962 року.